# 能源发展趋势及主要节能措施
《能源发展趋势及主要节能措施》，是时任中共上海市委书记和上海交通大学兼职教授的江泽民于1989年3月发表于《上海交通大学学报》的论文。该论文收录于江泽民的文集《中国能源问题研究》。

## 创作背景

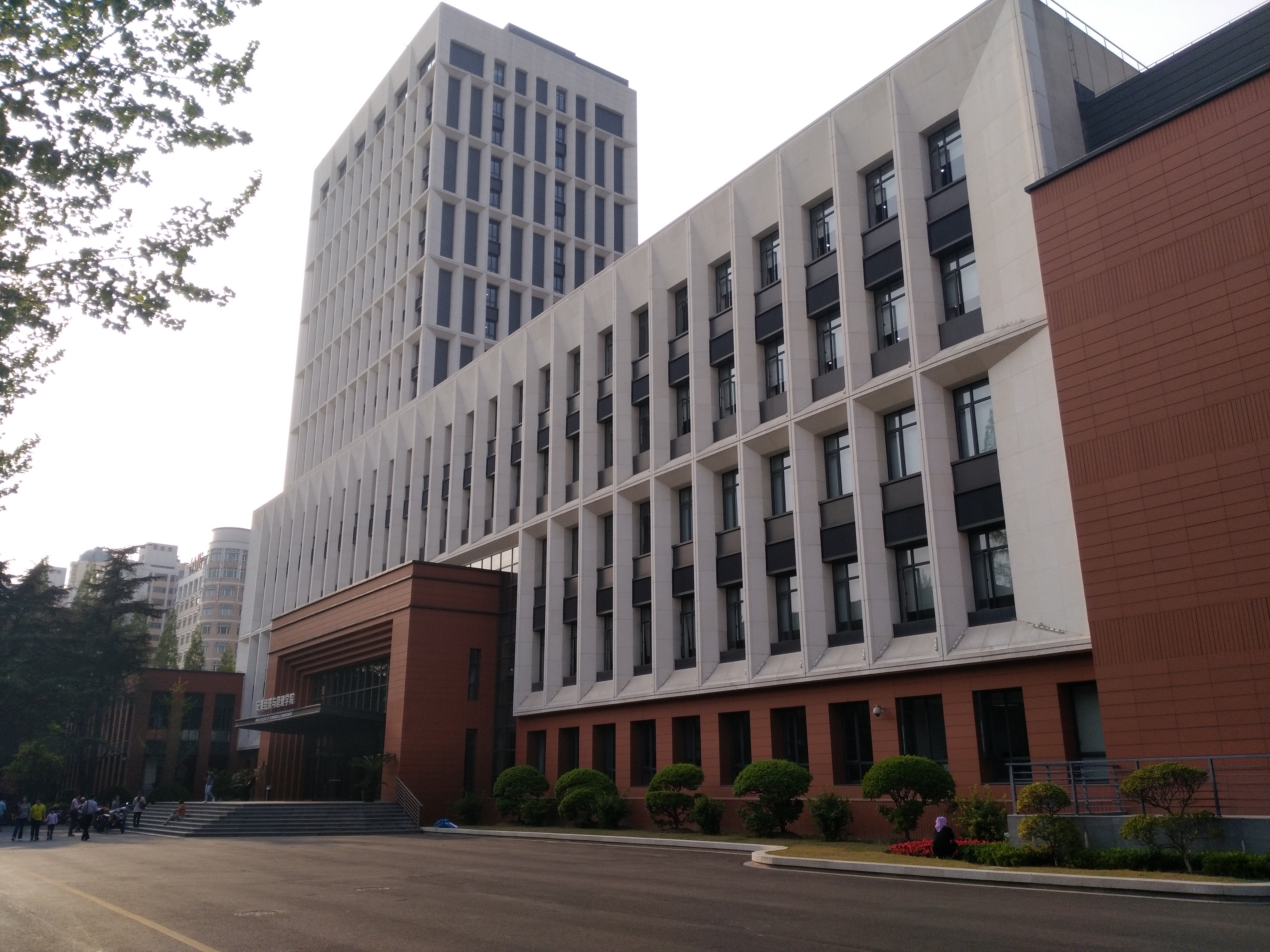
1989年3月24日，江泽民在包兆龙图书馆作报告

1989年，时任上海市委书记的江泽民年满63岁，即将退休。江泽民认为全国人大常委会副委员长或全国政协副主席等职务没有吸引力，而想成为母校上海交通大学的教授。尽管江泽民可以利用上海市委书记的职务确保获得一个席位，但他更希望通过自己的学术成就来取得:126。之后，江泽民向上海交通大学递交了简历和两篇论文，经过评审后，学校决定聘请江泽民为教授。3月24日下午，江泽民赶赴徐汇校区，受聘为电机工程专业兼职教授，受聘仪式结束后在包兆龙图书馆一楼做了题为《能源发展趋势及主要节能措施》的学术报告，讲述长三角经济发展中显现的能源问题。报告厅座无虚席，此次報告江泽民還用到了英语。在这份演讲基础上，江泽民亲自整理出同名论文，随后稿件数次往返于他与学报编辑部之间，经过修改，最终发表于《上海交通大学学报》1989年第3期。

## 内容
《能源发展趋势及主要节能措施》回顾了世界能源的发展历史，展望了未来能源的发展趋势。这篇论文还结合江泽民在一汽工作的经验，提出了有关节能的措施。

## 後續
同年江澤民又在交通大學發表第二個報告，內容與微電子工業的發展有關。兩個報告發表完不久江澤民就前往北京出任中共中央總書記。
2009年，江澤民在視察國機二院時提到「到了89年的年初的時候，我在想我估計是快要離休了，我想我應該去當教授。於是我就給朱物華校長、張鍾俊這個……院長，給他們寫了一個報告。他們說歡迎你來，不過，這個Apply for Professor，你要去做一個報告。我就做了一個能源與發展趨勢的主要的節能措施，這個報告經過好幾百個教授一致通過。」